# Avro 519
Avro 519 byl britský prototyp bombardéru, vzniklý v roce 1916 vývojem z plovákového letounu Avro 510.

## Vznik a vývoj
Jednalo se o konvenční dvouplošník s dvoukomorovým systémem mezikřídelních vzpěr a výrazně větším rozpětím horního křídla. Plováky byly nahrazeny kolovým podvozkem ostruhového typu s ližinou mezi nohami hlavního podvozku, křídla byla řešena jako sklopná a letoun byl opatřen svislou ocasní plochou stejného typu jakou užívalo Avro 504B.:s.73 Počátkem roku 1916 byly Royal Naval Air Service objednány dva jednomístné prototypy, poháněné kapalinou chlazeným motorem Sunbeam Nubian o výkonu 150 hp (112 kW). Tato zakázka byla brzy následována objednávkou Royal Flying Corps na dva dvoumístné prototypy poháněné motorem Sunbeam o výkonu 225 hp (168 kW).
První z exemplářů dvoumístné varianty nesl označení Avro 519A, zatímco druhý, který se ještě podstatněji odlišoval novými nosnými plochami se zvětšeným rozpětím horního i dolního křídla, u obou stejným, ve snaze zlepšit stoupavost typu, obdržel typové označení výrobce Avro 522. 
Stroje byly užívány pouze ke zkouškám, a nikdy nebyly operačně nasazeny. Poslední z nich se na letišti ve Farnborough vyskytoval ještě v dubnu 1917. 
Podle některých pramenů se v dvacátých letech ve výzbroji 2. peruti Royal Canadian Air Force vyskytl jeden exemplář označený  Avro 522A.

## Specifikace (Avro 519)
Údaje dle publikace Avro Aircraft since 1908:s.74

### Technické údaje
- Osádka: 1
- Délka: 9,98 m (32 stop a 9 palců)
- Rozpětí:  19,21 m (63 stop)
- Výška: 3,56 m (11 stop a 8 palců)
- Nosná plocha: 55,8 m² (600 čtverečních stop)
- Hrubá hmotnost: 1 360 kg (3 000 lb)
- Pohonná jednotka: 1 × vidlicový osmiválec Sunbeam Nubian
- Výkon pohonné jednotky:  111,8 kW (150 hp)

### Výkony
- Maximální rychlost: 121 km/h (75 mph)
- Dostup:
- Stoupavost: 1 m/s (200 stop za minutu)

### Výzbroj
- pumy na podtrupových závěsnících